# Congomys lukolelae
Congomys lukolelae — вид гризунів родини мишевих. Зустрічається тільки в Демократичній Республіці Конго. Його природне місце існування — субтропічні або тропічні вологі рівнинні ліси. Йому загрожує втрата середовища проживання.